# Gurdwara Nanaklama
 (octobre 2014).

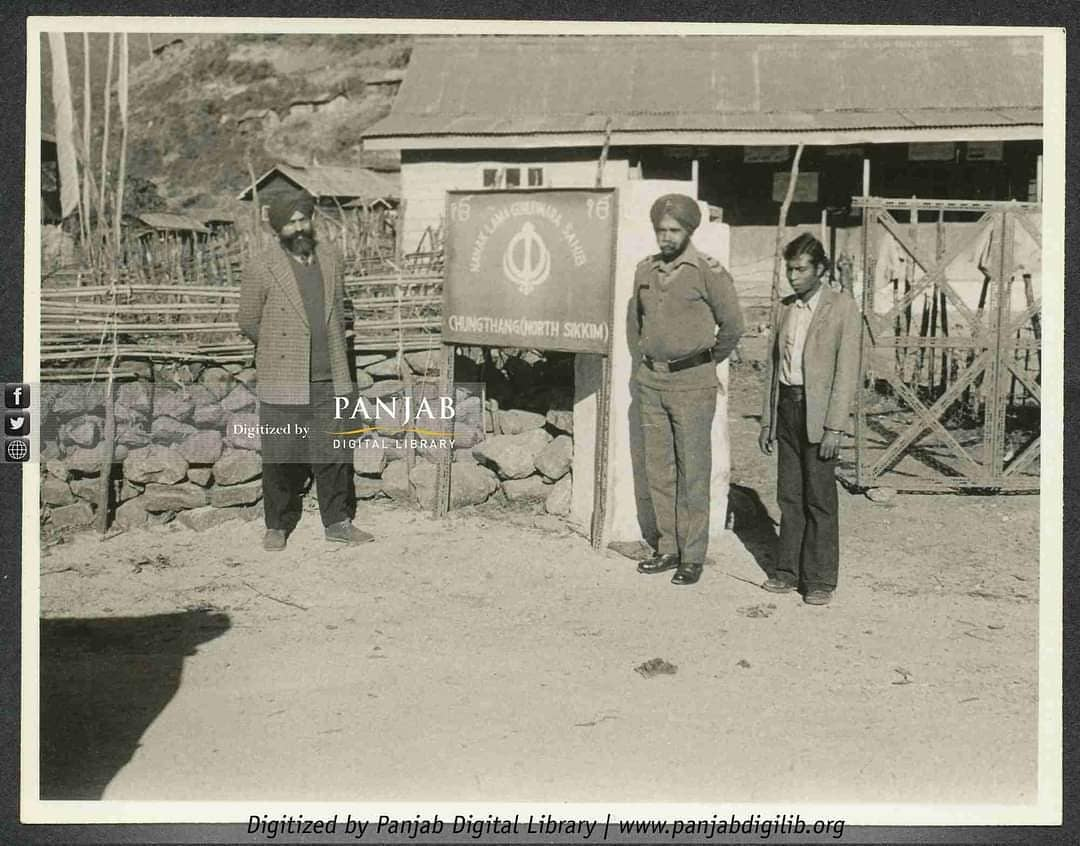
photo du temple prise en 1978

Le Gurdwara Nanaklama est un temple du sikhisme qui se situe en Inde, dans l'état du Sikkim, sur la petite localité de Chungthang ou Chun Tong.
Si la mouture actuelle de l'édifice a été construite dans les années 1980, le gurdwara originel est dû à la visite de Guru Nanak à Chungthang, au XVIe siècle, après son troisième voyage; il avait été au Tibet et dans les états voisins. Guru Nanak, le gourou fondateur du sikhisme, aimait voyager afin de prêcher sa doctrine. Certains écrivains l'ont appelé Guru Nanak Rimpoché.
Il y a plusieurs histoires du gourou dans ce village. Là plus connue est celle qui raconte que le Guru est arrivé en période de famine et a aidé les villageois à se nourrir. Le premier temple construit date de cette époque et était censé honorer et entourer la marque des pieds du Guru au sol. Il est dit aussi que Guru Nanak a fait jaillir une source alors que l'hiver avait tout glacé ; d'autres disent aussi qu'il a combattu là deux démons. Néanmoins, Guru Nanak est fêté dans ce village comme Guru Padma Sambhava un bouddhiste, sage et érudit, lama du XVIIIe siècle.